# Brandberg
Brandberg è un comune austriaco di 359 abitanti nel distretto di Schwaz, in Tirolo.